# Samsung Galaxy Z Fold 3
O Samsung Galaxy Z Fold 3 (estilizado como Samsung Galaxy Z Fold3, vendido como Samsung Galaxy Fold 3 em alguns territórios) é um smartphone dobrável que faz parte da série Samsung Galaxy Z. Foi revelado pela Samsung em 11 de agosto de 2021 no evento Samsung Unpacked junto com o Z Flip 3. É o sucessor do Samsung Galaxy Z Fold 2.
Em março de 2022, a Samsung rebatizou o dispositivo como "Galaxy Fold 3" em certos territórios da Europa Oriental por motivos de sensibilidade relacionados à invasão russa da Ucrânia.

## Especificações

### Design
A tela externa e o painel traseiro do Z Fold 3 usam Gorilla Glass Victus, enquanto a tela interna dobrável é feita de “vidro ultrafino” proprietário da Samsung, com duas camadas protetoras de plástico cobrindo-o.
O Z Fold 3 possui uma classificação de proteção de entrada IPX8 para resistência à água, sem classificação de resistência à poeira. A moldura externa é construída em alumínio, comercializado como ‘Armor Frame’ pela Samsung, que é considerado 10% mais forte do que a moldura de alumínio do Z Fold 2.

### Hardware
O Galaxy Z Fold 3 tem duas telas: sua tela externa, que é uma tela de 6,23 polegadas com taxa de atualização variável de 120 Hz, e sua tela interna dobrável, que é uma tela de 7,6 polegadas de 120 Hz, com suporte para S Pen Pro e S Pen Fold Edition. Embora a tela interna tenha permanecido totalmente inalterada em seu tamanho e formato, a tela externa foi ligeiramente mais larga em cerca de + 1 mm (tornando sua proporção de aspecto ~ 24,5: 9 em comparação com a do Fold 2 ~ 25: 9) e, portanto, também sempre então, um pouco maior aproximadamente na mesma quantidade (~ 15,8 vs ~ 15,7 cm).
O aparelho possui 12 GB de RAM e 256 ou 512 GB de armazenamento flash UFS 3.1, sem suporte para expansão da capacidade de armazenamento do aparelho por meio de cartões micro-SD.
O Z Fold 3 é equipado com o Qualcomm Snapdragon 888, atualizado do Qualcomm Snapdragon 865+ do Z Fold 2.
A bateria incluída no dispositivo é de célula dupla de 4400 mAh que carrega rapidamente por meio de um cabo USB-C de até 25 W ou por meio de carregamento sem fio de até 10 W.
O Z Fold 3 possui 3 câmeras traseiras, incluindo uma câmera grande angular de 12 MP, uma câmera ultra-grande angular de 12 MP e uma câmera telefoto de 12 MP, e possui duas câmeras frontais, uma câmera selfie de 10 MP na tela externa e uma câmera inferior de 4 MP e câmera na tela interna dobrável.

A Samsung desativará funções relacionadas à câmera se o usuário tentar desbloquear o bootloader.